# I'd Rather Go Blind
"I'd Rather Go Blind" — це блюзова пісня, написана Еллінгтоном Джорданом в співавторстві з Біллі Фостер та Еттою Джеймс . Вперше пісня була записана Еттою Джеймс у 1967 році, та випущена на платівці у 1967 році і згодом стала розглядатися як класика блюзу та соулу.

## Оригінальна версія Етти Джеймс
Етта Джеймс написала у своїй автобіографії Rage To Survive, що вона почула пісню, складену її другом Еллінгтоном "Fugi" Джорданом, коли вона відвідала його у в'язниці.  Потім вона написала решту пісні з Джорданом, але з міркувань оподаткування віддала авторство пісні своєму тодішньому партнеру, Біллі Фостеру, співаку з ду-воп групи The Medallions . 
Етта Джеймс записала пісню на студії FAME у Масл-Шолз, штат Алабама . Він увійшов до альбому Tell Mama та як Б-сторона однойменного синглу, який посів 10 місце в R&B чартах Billboard і 23 місце в Billboard Hot 100. Ця пісня також є в альбомі 1978 року, який продюсував Джеррі Векслер, «Deep in the Night », але там вона називається «Blind Girl» (доріжка 10). Деякі критики вважали «I'd Rather Go Blind» настільки емоційним і поетичним, що зробили цей реліз одним із найкращих двосторонніх синглів того періоду. Критик Дейв Марш помістив пісню у своїй книзі The Heart of Rock and Soul: The 1001 Greatest Single Ever Made. Зазначаючи, що Джеймс записала пісню під час перерви від героїнової залежності, Марш пише, що «пісня є чудовою метафорою для її наркозалежності та посилює історію».

## Інші версії
Відтоді він був записаний багатьма виконавцями, у тому числі сліпим від народження Кларенсом Картером, у його альбомі The Dynamic Clarence Carter 1969 року. Інші записи включають записи Little Milton, Chicken Shack, Koko Taylor, Man Man, Rod Stewart,  BB King, Elkie Brooks, Paul Weller, Trixie Whitley, Ruby Turner,  Marcia Ball, Barbara Lynn і Beyoncé для саундтрек до фільму Cadillac Records. Пісня також була записана в 1972 році для Never a Dull Moment, четвертого альбому Рода Стюарта. Етта Джеймс схвально згадує версію Стюарта у своїй автобіографії Rage to Survive .
Також пісню виконали Паоло Нутіні, австралійський музикант Тобі та американська фолк-співачка Холлі Міранда.
Британський соул-співак Ліам Бейлі випустив домашню записану версію пісні зі своїм EP 2am Rough Tracks у 2010 році. EP був випущений на Lioness Records .
У 2011 році Джо Бонамасса та Бет Харт включили пісню до свого альбому Don't Explain. На концерті Kennedy Center Honors у 2012 році на честь Бадді Гая Бет Харт отримала овації за виконання пісні у супроводі Джеффа Бека на гітарі.
У 2012 році Мік Хакнелл записав пісню для свого альбому American Soul.
The Allman Brothers час від часу виконували цю пісню наживо разом із Сьюзан Тедескі . Гітаристи Tedeschi та Allman Brothers Дерек Тракс і Уоррен Хейнс виконали свою версію пісні на заході Red White and Blues у Білому домі в 2012 році.
Палома Фейт виконала пісню дуетом із Тай Тейлором на BBC Proms у 2014 році.
У пісні Кріса Степлтона « Tennessee Whiskey » 2015 року можна почути майже нотне виконання мелодії пісні. 
Рокстеді версія була записана The Frightnrs для Daptone Records у 2015 році. 
Дуа Ліпа виконала живу версію пісні у 2017 році для свого збірника EP Live Acoustic.
У 2018 році Грейс Поттер записала пісню на FAME Studios для триб’ют-альбому Muscle Shoals . . . Маленьке місто, великий звук.